# 由利高原鉄道鳥海山ろく線
鳥海山ろく線（ちょうかいさんろくせん）は、秋田県由利本荘市の羽後本荘駅から同市の矢島駅に至る、由利高原鉄道が運営する鉄道路線。日本国有鉄道（国鉄）の特定地方交通線であった矢島線（やしません）を引き継いだ路線である。全線が由利本荘市内を通る。

## 路線データ
- 管轄（事業種別）：由利高原鉄道（第一種鉄道事業者）
- 区間（営業キロ）：羽後本荘 - 矢島 23.0 km
- 軌間：1067 mm
- 最高速度：65 km/h[2]
- 駅数：12駅（起終点駅含む）
- 複線区間：なし（全線単線）
- 電化区間：なし（全線非電化）
- 閉塞方式：スタフ閉塞式（羽後本荘 - 前郷間）、タブレット閉塞式（前郷 - 矢島間）

## 運行形態
ワンマン運転の各駅に停車する普通列車が、1 - 2時間の間隔で1日14往復運行されている。このうち午前中の1往復は秋田おばこ姿のアテンダントが乗務する「まごころ列車」として運転される。全列車が由利本荘駅 - 矢島駅間の全区間を運行し、区間運転はない。前郷駅にて閉塞方式が変わるため、同駅発着の際にタブレット交換が行われる。また、矢島駅での車両の夜間滞泊も行われている。
国鉄矢島線時代には、羽後矢島（現：矢島）駅発の上り最終列車が羽越本線秋田駅まで直通していた。

## 設備
駅等に切符の自動販売機はなく、有人駅での発券はすべて出札窓口で行っている。

## 歴史
改正鉄道敷設法別表第15号の「秋田県本荘ヨリ矢島ヲ経テ院内ニ至ル鉄道」の一部であり、横荘鉄道が1922年（大正11年）に開業した路線を1937年（昭和12年）に買収・国有化し、延長したものである。
横荘鉄道は、横手と本荘を連絡するため、横手と羽後本荘からそれぞれ路線を延ばしたが、鉄道敷設法の予定線と重なる羽後本荘 - 前郷間（西線）のみが買収の対象となった。買収の対象とならなかった横手 - 老方間（東線）は羽後交通横荘線となったが、1971年（昭和46年）に廃止されている。
国有化後の1937年（昭和12年）12月15日に前郷 - 西滝沢間、1938年（昭和13年）10月21日に西滝沢 - 羽後矢島間を延伸開業する。なお1921年（大正10年）に横荘鉄道の開通を見込んで三浦文吉が馬力による矢島延長路線の敷設特許を取得。その後法人化（鳥海軌道→矢島軌道→矢島鉄道）し蒸気軌道（軌間762 mm）に変更し工事に着手するも開業できなかった。
矢島線は、1980年（昭和55年）の国鉄再建法施行により第1次特定地方交通線に指定され、1982年（昭和57年）1月には対策協議会が開始される。臨時列車の試行等を行なったものの輸送密度は伸びず、一時はバス転換の方針に固まりつつあったが、1984年（昭和59年）になって弘南鉄道が矢島線引受を表明したことから一転して鉄道存続に方針が変わり、7月の対策協議会で第三セクター化を正式決定。1985年（昭和60年）に由利高原鉄道に転換された。

### 年表
- 1915年（大正4年）1月13日：横手鉄道に対し鉄道免許状下付（平鹿郡横手町-由利郡本荘町間）[10]
- 1922年（大正11年）8月1日：横荘鉄道が西線として羽後本荘 - 前郷間 (11.6 km) を開業。羽後本荘駅・薬師堂停留場・玉ノ池停留場・鮎川駅・黒沢停留場・前郷駅を開設[11]
- 1926年（大正15年）10月24日：玉ノ池停留場を子吉駅に改称[12]
- 1937年（昭和12年）
  - 9月1日：横荘鉄道西線を買収・国有化し羽後本荘 - 前郷間 (11.6 km) を矢島線とする（買収価格64万4067円[13]）。薬師堂停留場を駅に改め、鮎川駅を羽後鮎川駅に改称、黒沢停留場を羽後黒沢駅に改める[14]。
  - 12月15日：前郷 - 西滝沢間 (4.1 km) 延伸開業、西滝沢駅を新設
- 1938年（昭和13年）10月21日：西滝沢 - 羽後矢島間 (7.3 km) 延伸開業、羽後川辺・羽後矢島の両駅を新設
- 1961年（昭和36年）4月20日：旅客列車が気動車に置き換えられ、無煙化される（貨物列車は引き続き蒸気機関車で運行）[15]。それに伴い、秋田機関区羽後矢島支区が廃止される[15]。
- 1981年（昭和56年）3月10日：全線の貨物営業を廃止
- 1981年（昭和56年）9月11日：廃止承認（第1次廃止対象特定地方交通線）
- 1985年（昭和60年）10月1日：矢島線の羽後本荘 - 羽後矢島間 (23.0km) を廃止[16]、第三セクターに転換し由利高原鉄道の鳥海山ろく線[17]として羽後本荘 - 矢島間 (23.0 km) 開業、久保田駅新設、羽後鮎川駅を鮎川駅に、羽後黒沢駅を黒沢駅に、羽後川辺駅を川辺駅に、羽後矢島駅を矢島駅にそれぞれ改称
- 1989年（平成元年）10月29日：曲沢駅・吉沢駅を新設[18]
- 2001年（平成13年）8月から全線でCOMBAT（バリス式列車検知形閉塞装置）の試験を実施（2003年3月まで）。
- 2005年（平成17年）3月22日：川辺 - 矢島間の矢島架道橋の橋桁にトラックに積んでいた小型重機が衝突し、衝撃で線路がずれ区間運休。橋桁の損傷激しく23日から全線運休し31日までバス代行輸送[19][20]。
- 2015年（平成27年）11月3日：この日午後の2往復の列車を全線運休のうえバス代行運転を実施し[21]、埼玉県立川越工業高等学校電気科の生徒たちが製作したパナソニックの乾電池EVOLTA単1形を動力とする車両を使って前郷 - 矢島間を往復 (22.615km) 走行する実験を行い、乾電池を使う車両の走行でギネス世界記録を達成する[22][23][24]。
- 2021年（令和3年）4月：通学利用者を増やす目的で、通学定期券の料金をほぼ半額にする措置を開始[25]。
- 2023年（令和5年）8月23日：薬師堂 - 子吉間においてレールが暑さで変形したため、午後から終日運転見合わせ[26]。

## 駅一覧
- 全駅秋田県由利本荘市に所在。
- 旧駅名は転換前のもの。*印は転換時（後）に設置された新駅
- 線路（全線単線） … ◇：列車交換可能、｜：列車交換不可

| 駅名       | 営業キロ | 営業キロ | 接続路線・備考           | 線路 |
| 駅名       | 駅間     | 累計     | 接続路線・備考           | 線路 |
| ---------- | -------- | -------- | ------------------------ | ---- |
| 羽後本荘駅 | -        | 0.0      | 東日本旅客鉄道：羽越本線 | ｜   |
| 薬師堂駅   | 2.2      | 2.2      |                          | ｜   |
| 子吉駅     | 2.3      | 4.5      |                          | ｜   |
| 鮎川駅     | 2.9      | 7.4      | （旧：羽後鮎川駅）       | ｜   |
| 黒沢駅     | 2.1      | 9.5      | （旧：羽後黒沢駅）       | ｜   |
| 曲沢駅*    | 0.8      | 10.3     |                          | ｜   |
| 前郷駅     | 1.4      | 11.7     |                          | ◇    |
| 久保田駅*  | 1.9      | 13.6     |                          | ｜   |
| 西滝沢駅   | 2.1      | 15.7     |                          | ｜   |
| 吉沢駅*    | 1.4      | 17.1     |                          | ｜   |
| 川辺駅     | 3.0      | 20.1     | （旧：羽後川辺駅）       | ｜   |
| 矢島駅     | 2.9      | 23.0     | （旧：羽後矢島駅）       | ｜   |

## 車両
横荘鉄道西線買収により蒸気機関車2両、客車2両、ガソリンカー1両、貨車10両が国鉄に引き継がれた。
- 1 - 国鉄より払下げられた車軸配置0-6-0タンク式機関車1204号（1200形）。西線開業により東線より移籍。買収後1204号に復したが、その後南武鉄道に払下げられる。
- 4 - 自社発注したドイツコッペル社製のタンク式機関車。買収後1215号（1215形）となったが、その後総武鉄道に払下げられる。
- ハ2 - 1923年国鉄より払下げられた木製単車ハ2547[28]。買収後もハ2のまま[29]。
- ホハニ1 - 西線開業に際し新製した木製ボギー客車。ホロハフ1（特等並等合造車）→ホハフ1（三等車）→ホハニ1（三等荷物合造車）と改造された。国鉄コハニ4010と付番。
- ジ1 - 日本車輌製の定員30人のガソリンカー。買収後キハ1と付番[29]。1942年に廃車され土崎工場で倉庫として使用されていた。「買収気動車#横荘鉄道横荘西線」も参照。
- 貨車の国有化後の番号はワブ501→ワフ501、ワブ701→ワフ3111、ワ1001・1019・1020→ワ9351-9353、ト101-104→ト8883-8886、ト122→ト16889[29]